# Hemigellius tenella
Hemigellius tenella är en svampdjursart som först beskrevs av Lendenfeld 1887.  Hemigellius tenella ingår i släktet Hemigellius och familjen Niphatidae. Inga underarter finns listade i Catalogue of Life.